# Хосе Ігнасіо Фернандес Іглесіас
Хосе Ігнасіо Фернандес Іглесіас (ісп. José Ignacio Fernández Iglesias), більш відомий як Начо (ісп. Nacho; нар. 18 січня 1990, Мадрид) — іспанський футболіст, захисник національної збірної Іспанії і клубу «Аль-Кадісія»
Начо є вихованцем мадридського «Реалу», у складі якого досі і виступає, ставши за цей час Чемпіоном Іспанії, володарем Кубка Іспанії і Суперкубка Іспанії та переможцем Ліги чемпіонів УЄФА. Старший брат Алекса, який також є професійним футболістом і вихованцем мадридського «Реалу».

## Клубна кар'єра

### «Реал Мадрид»
Уродженець Мадрида. Вихованець школи клубу «Реал Мадрид», в яку вступив у віці 11 років. Дебютував за резервну команду в сезоні 2008/2009 в Сегунді B, відіграв там дві зустрічі в тому сезоні. Разом зіграв два повних сезони в Сегунді.
23 квітня 2011 року дебютував в основному складі «Реала» у матчі Чемпіонату Іспанії проти «Валенсії», в якому «королівський клуб» переміг з рахунком 6:3, відігравши весь матч. Другий матч провів через тиждень, але його клуб сенсаційно програв «Реалу Сарагоса».
Влітку 2011 року взяв участь в північноамериканському турнірі, грав у матчах проти «Лос-Анджелес Гелаксі», «Гвадалахари» та «Філадельфії Юніон». 2 вересня 2012 офіційно отримав футболку з номером 27, але за рішенням Жозе Моуріньо залишився на деякий час в резервному клубі.
27 листопада 2013 року дебютував в єврокубках, замінивши на 27 хвилині Хесе Родрігеса в груповому матчі Ліги Чемпіонів, оскільки Серхіо Рамос був видалений.
Здебільшого був резервним захисником «королівського клубу», більш регулярно почав виходити на поле лише з сезону 2015/16. Капітан команди з сезону 2023-24.

## Виступи за збірні
2005 року дебютував у складі юнацької збірної Іспанії, у складі якої виграв чемпіонат Європи до 17 років 2007 року та завоював срібну медаль на юнацькому чемпіонаті світу в тому ж році. Всього взяв участь у 21 іграх на юнацькому рівні, відзначившись 2 забитими голами.
З 2011 року виступав за молодіжну збірну, разом з якою став переможцем молодіжного чемпіонату Європи в Ізраїлі.
10 вересня 2013 року дебютував в офіційних матчах у складі національної збірної Іспанії в товариській грі проти збірної Чилі, в якій за клубною традицією вийшов на поле на 59 хвилині замість Серхіо Рамоса.
У травні 2018 року був включений до заявки національної команди для участі у тогорічному чемпіонаті світу в Росії.

## Статистика виступів

### Статистика клубних виступів
Станом на 12 травня 2018 року
| Сезон                     | Команда                   | Чемпіонат                 | Чемпіонат | Чемпіонат | Національний кубок | Національний кубок | Національний кубок | Континентальні кубки | Континентальні кубки | Континентальні кубки | Інші змагання | Інші змагання | Інші змагання | Усього | Усього |
| Сезон                     | Команда                   | Ліга                      | Ігор      | Голів     | Ліга               | Ігор               | Голів              | Ліга                 | Ігор                 | Голів                | Ліга          | Ігор          | Голів         | Ігор   | Голів  |
| ------------------------- | ------------------------- | ------------------------- | --------- | --------- | ------------------ | ------------------ | ------------------ | -------------------- | -------------------- | -------------------- | ------------- | ------------- | ------------- | ------ | ------ |
| 2009–10                   | «Реал Кастілья»           | СДБ                       | 17        | 0         | -                  | -                  | -                  | -                    | -                    | -                    | -             | -             | -             | 17     | 0      |
| 2010–11                   | «Реал Кастілья»           | СДБ                       | 32+2      | 4         | -                  | -                  | -                  | -                    | -                    | -                    | -             | -             | -             | 34     | 4      |
| 2011–12                   | «Реал Кастілья»           | СДБ                       | 37+4      | 0         | -                  | -                  | -                  | -                    | -                    | -                    | -             | -             | -             | 41     | 0      |
| 2012–13                   | «Реал Кастілья»           | СДБ                       | 19        | 0         | -                  | -                  | -                  | -                    | -                    | -                    | -             | -             | -             | 19     | 0      |
| Усього за «Реал Кастілья» | Усього за «Реал Кастілья» | Усього за «Реал Кастілья» | 105+6     | 4         |                    | -                  | -                  | -                    | -                    | -                    | -             | -             | -             | 111    | 4      |
| 2010–11                   | «Реал Мадрид»             | ПД                        | 2         | 0         | КІ                 | 0                  | 0                  | ЛЧ                   | 0                    | 0                    | -             | -             | -             | 2      | 0      |
| 2011–12                   | «Реал Мадрид»             | ПД                        | 0         | 0         | КІ                 | 1                  | 0                  | ЛЧ                   | 0                    | 0                    | СІ            | 0             | 0             | 1      | 0      |
| 2012–13                   | «Реал Мадрид»             | ПД                        | 9         | 0         | КІ                 | 3                  | 0                  | ЛЧ                   | 1                    | 0                    | СІ            | 0             | 0             | 13     | 0      |
| 2013–14                   | «Реал Мадрид»             | ПД                        | 12        | 0         | КІ                 | 4                  | 0                  | ЛЧ                   | 3                    | 0                    | -             | -             | -             | 19     | 0      |
| 2014–15                   | «Реал Мадрид»             | ПД                        | 14        | 1         | КІ                 | 2                  | 0                  | ЛЧ                   | 6                    | 0                    | СУ+СІ+КЧС     | 0             | 0             | 22     | 1      |
| 2015–16                   | «Реал Мадрид»             | ПД                        | 16        | 0         | КІ                 | 1                  | 0                  | ЛЧ                   | 5                    | 1                    | -             | -             | -             | 22     | 1      |
| 2016–17                   | «Реал Мадрид»             | ПД                        | 28        | 2         | КІ                 | 5                  | 1                  | ЛЧ                   | 4                    | 0                    | СУ+КЧС        | 0+2           | 0             | 39     | 3      |
| 2017–18                   | «Реал Мадрид»             | ПД                        | 27        | 3         | КІ                 | 6                  | 0                  | ЛЧ                   | 7                    | 1                    | СУ+СІ+КЧС     | 0+0+1         | 0             | 41     | 4      |
| Усього за «Реал Мадрид»   | Усього за «Реал Мадрид»   | Усього за «Реал Мадрид»   | 108       | 6         |                    | 22                 | 1                  |                      | 26                   | 2                    |               | 2             | 0             | 158    | 9      |
| Усього за кар'єру         | Усього за кар'єру         | Усього за кар'єру         | 213+6     | 10        |                    | 22                 | 1                  |                      | 26                   | 2                    |               | 2             | 0             | 269    | 13     |

### Статистика виступів за збірну
Станом на 12 травня 2018 року
| Дата       | Місто           | Господарі   | Результат | Гості              | Турнір            | Голи | Примітки |
| ---------- | --------------- | ----------- | --------- | ------------------ | ----------------- | ---- | -------- |
| 10-9-2013  | Женева          | Іспанія     | 2 – 2     | Чилі               | товариський матч  | -    | 59'      |
| 12-10-2015 | Київ            | Україна     | 0 – 1     | Іспанія            | Відбір до ЧЄ 2016 | -    |          |
| 24-3-2016  | Удіне           | Італія      | 1 – 1     | Іспанія            | товариський матч  | -    | 46'      |
| 27-3-2016  | Клуж-Напока     | Румунія     | 0 – 0     | Іспанія            | товариський матч  | -    | 52'      |
| 6-10-2016  | Турин           | Італія      | 1 – 1     | Іспанія            | Відбір до ЧС 2018 | -    | 22'      |
| 12-11-2016 | Гранада         | Іспанія     | 4 – 0     | Північна Македонія | Відбір до ЧС 2018 | -    |          |
| 15-11-2016 | Лондон          | Англія      | 2 – 2     | Іспанія            | товариський матч  | -    |          |
| 28-3-2017  | Сен-Дені        | Франція     | 0 – 2     | Іспанія            | товариський матч  | -    | 86'      |
| 7-6-2017   | Мурсія          | Іспанія     | 2 – 2     | Колумбія           | товариський матч  | -    |          |
| 5-9-2017   | Вадуц           | Ліхтенштейн | 0 – 8     | Іспанія            | Відбір до ЧС 2018 | -    | 46'      |
| 6-10-2017  | Аліканте        | Іспанія     | 3 – 0     | Албанія            | Відбір до ЧС 2018 | -    | 60'      |
| 9-10-2017  | Хайфа           | Ізраїль     | 0 – 1     | Іспанія            | Відбір до ЧС 2018 | -    |          |
| 11-11-2017 | Малага          | Іспанія     | 5 – 0     | Коста-Рика         | товариський матч  | -    | 46'      |
| 14-11-2017 | Санкт-Петербург | Росія       | 3 – 3     | Іспанія            | товариський матч  | -    |          |
| 23-3-2018  | Дюссельдорф     | Німеччина   | 1 – 1     | Іспанія            | товариський матч  | -    | 51'      |
| Усього     |                 | Матчів      | 15        |                    | Голів             | 0    |          |

## Досягнення

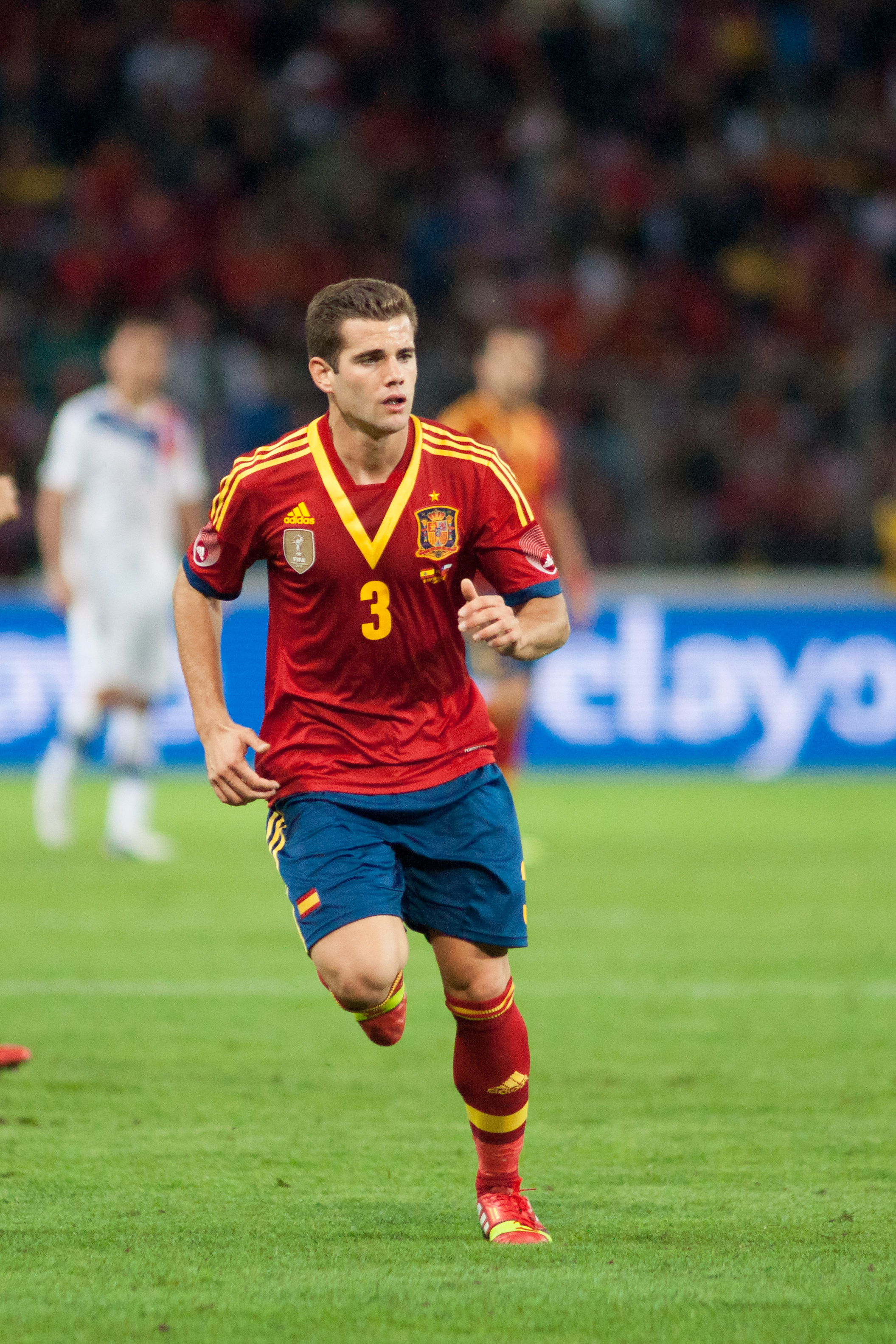
Начо у своєму дебютному матчі за збірну Іспанії 2013 року

### Клубні
«Реал Мадрид»
Чемпіон Іспанії (4): 2016-17, 2019-20, 2021-22, 2023-24
Володар Суперкубка Іспанії (5): 2012, 2017, 2019, 2021, 2023
Володар Кубка Іспанії з футболу (2): 2013-14, 2022-23
Переможець Ліги Чемпіонів УЄФА (6): 2013-14, 2015-16, 2016-17, 2017-18, 2021-22, 2023–24
Володар Суперкубка УЄФА (4): 2014, 2016, 2017, 2022
Переможець Клубного чемпіонату світу (5): 2014, 2016, 2017, 2018, 2022

### Збірна
- Чемпіон Європи (U-17): 2007
- Чемпіон Європи (U-21): 2013
- Переможець Ліги націй УЄФА: 2022-23
- Чемпіон Європи: 2024[6]